# Getingtjärnen, Medelpad
Getingtjärnen är en sjö i Ånge kommun i Medelpad och ingår i Ljungans huvudavrinningsområde.